# نادي أتلتيكو مدريد لكرة اليد
نادي أتلتيكو مدريد لكرة اليد كان نادي كرة يد في إسبانيا تأسس في سنة 1951 يقع مقره في مدريد، إسبانيا. لعب في الدوري الإسباني لكرة اليد. تبلغ سعة ملعبه 3000 متفرجا. تم حل النادي في سنة 1994.

## أبرز اللاعبين
من أبرز اللاعبين الذين لعبوا معه:
- خوان كانيياس